# Natravne
Natravne (latin: Caprimulgidae) er en familie af fugle. Familien omfatter omkring 94 arter fordelt i 17 slægter, hvor kun slægten Caprimulgus er repræsenteret i Danmark.
Natravne-familien deles ofte i de to underfamilier Chordeilinae (Nathøge, 5 slægter) og Caprimulginae (De egentlige Natravne, 12 slægter).